# Mycothele
Mycothele is een monotypisch geslacht van schimmels behorend tot de familie Gloeophyllaceae. De typesoort is Mycothele disciformis.